# Numa Andoire
Nouma Andoire (19 de março de 1908 - 2 de janeiro de 1994) foi um futebolista francês. Ele competiu na Copa do Mundo de 1930, sediada no Uruguai.